# Mario Ferrara
Mario Francesco Ferrara (né le 2 avril 1954 à Lercara Friddi) est une personnalité politique italienne, membre du parti Forza Italia.

## Biographie
Le 20 mars 2013, Mario Ferrara est élu président du nouveau groupe parlementaire au Sénat de la République dénommé Grandes autonomies et libertés. Il avait été élu sur une liste du Peuple de la liberté en Sicile.
Il préside le groupe parlementaire GAL au Sénat.